# Stibara suturalis
Stibara suturalis är en skalbaggsart som beskrevs av Charles Joseph Gahan 1890. Stibara suturalis ingår i släktet Stibara och familjen långhorningar. Inga underarter finns listade i Catalogue of Life.